# Charaxes bwamba
Charaxes bwamba är en fjärilsart som beskrevs av Van Someren 1971. Charaxes bwamba ingår i släktet Charaxes och familjen praktfjärilar. Inga underarter finns listade i Catalogue of Life.